# Sociedad de Geografia de Lisboa

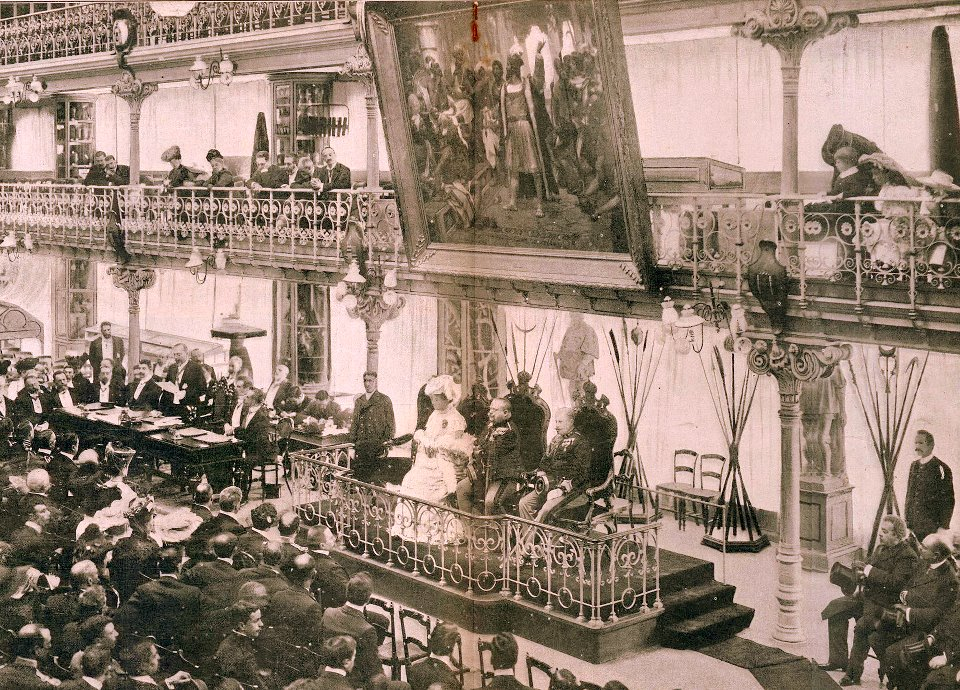
El Rey D. Carlos I en la apertura de la convención de 1905 de la Sociedad de Geografía de Lisboa.

La Sociedad de Geografía de Lisboa (SGL) es una sociedad científica creada en Lisboa en 1875 con el objetivo de promover y ayudar en Portugal al estudio y progreso de las ciencias geográficas y afines. La Sociedad se creó en el contexto del movimiento europeo de exploración y colonización, dando en su actividad, desde un principio, especial énfasis a la exploración del continente africano.

## Historia institucional
El 10 de noviembre de 1875, un grupo de 74 suscriptores solicitó al rey D. Luís la creación de una sociedad, que se denominaría Real Sociedad de Geografía de Lisboa, con el objeto de promover y ayudar al estudio y progreso de las ciencias geográficas y afines. en el país.
Entre los suscriptores estaban António Augusto Teixeira de Vasconcelos, António Enes, Eduardo Coelho, Luciano Cordeiro, Manuel Joaquim Pinheiro Chagas, Sousa Martins, António Cândido de Figueiredo, António Lino Netto y Teófilo Braga, entre muchos otros intelectuales, periodistas y políticos de la época.
La Sociedad se propuso realizar sesiones, conferencias, conferencias, cursos libres, concursos y congresos científicos y otorgar subsidios de investigación para viajes de exploración e investigación científica. La información obtenida sería publicada y difundida en archivos, bibliotecas y museos. También propuso establecer relaciones permanentes con otras instituciones europeas con las que pudiera intercambiar información y colaborar.
A partir de diciembre de 1876, la Sociedad comenzó a publicar el Boletín de la Sociedade de Geografia de Lisboa, que aún existe.
Aunque la Sociedad no tenía como ámbito exclusivo el continente africano, en los primeros años de su existencia se creó la Comisión Nacional Portuguesa para la Exploración y Civilización de África, más conocida como Comisión África, con el objetivo de apoyar científicamente a los portugueses. esfuerzo colonial en África, particularmente en el contexto de la creciente competencia europea en la apropiación de territorios en ese continente.
El 3 de abril de 1928 fue condecorada con la Gran Cruz de la Orden Militar de Nuestro Señor Jesucristo, el 8 de mayo de 1935 fue nombrada Gran Oficial de la Orden del Imperio Colonial, el 24 de noviembre de 1950 fue condecorada con la Gran - Cruz de la Orden de Instrucción Pública, el 12 de junio de 1957 fue elevado a Gran Cruz de la Orden del Imperio, el 25 de marzo de 1964 fue nombrado Miembro de Honor de la Orden del Infante D. Henrique y el 17 de junio de 1983 fue nombrado Miembro de Honor de la Antigua, Muy Noble e Ilustrada Orden Militar de Sant'Iago da Espada, al Mérito Científico, Literario y Artístico.

## Museo Etnográfico
El Museo Etnográfico posee una importante colección en las áreas de Etnología e Historia, con relevancia para las antiguas colonias portuguesas en África y Asia.
El Museo consta de varias salas:
- La Sala Portugal, donde se encuentra la mayor parte de la colección del museo, tiene 50 m de largo, rodeada por dos órdenes de galerías;
- La Sala Algarve presenta un gran planisferio con las rutas de los Descubrimientos de los navegantes portugueses entre los siglos XV y XVII;
- Sala de la India donde se exhiben banderas de diversas expediciones a África y dos grandes globos terráqueos de Coronelli, así como portulanos, manuscritos y grabados;
- Sala dos Padrões, la colección está compuesta por piezas vinculadas a los Descubrimientos portugueses, con énfasis en los patrones de piedra colocados por los portugueses en la costa africana.La Biblioteca de la Sociedad de Geografía de Lisboa tiene reconocimiento nacional e internacional como imprescindible para el estudio de la Historia de los Descubrimientos y la Expansión portuguesa.

El acervo bibliográfico consta de 62 000 obras, varias revistas y cerca de 6000 documentos manuscritos, en un total de 230 000 títulos, incluidos diarios de viaje de Hermenegildo Capelo, Roberto Ivens, Silva Porto y Gago Coutinho, así como la colección de dibujos de George Chinnery.
En la Mapoteca donde se encuentra el acervo cartográfico, existen ejemplares muy importantes de atlas, mapas y planos portugueses y extranjeros de diversas épocas.